# Acontiaria
Acontiaria är en överfamilj av nässeldjur som beskrevs av Carlgren, in Stephenson 1935. Acontiaria ingår i klassen koralldjur.